# Herbert Spencer Jackson
Herbert Spencer Jackson (ur. 29 sierpnia 1883 w Augusta, zm. 14 grudnia 1951 w Toronto) – amerykański mykolog.

## Życiorys
Jackson ukończył studia na Uniwersytecie Cornella w 1905 roku, potem został pracownikiem naukowym mykologii i wykładowcą na Wydziale Botaniki w Delaware College do 1908 roku. W latach 1908/1909 pracował w Experiment Station w Delaware. Od 1909 do 1915 był wykładowcą botaniki i fitopatologii w Oregon Agricultural College. Od 1915 roku przez 13 lat był kierownikiem botanicznej stacji doświadczalnej w Purdue. W 1929 roku został doktorem filozofii i był pierwszym profesorem mykologii na Uniwersytecie w Toronto.

## Praca naukowa
W czasie swojej pracy zawodowej Jackson intensywnie zajmował się badaniem rozwoju i klasyfikacją grzybów, głównie pasożytniczych, wyrządzających szkody w gospodarce leśnej i w rolnictwie. Był specjalistą w zakresie głowniaków (Ustilaginomycetes). O grzybach tych opublikował 31 prac naukowych. Zajmował się także grzybami z rodziny chropiatkowatych (Thelephoraceae), z których wiele gatunków jest pasożytami drzew. Podczas pracy naukowej w Toronto zebrał dużą kolekcję grzybów licząca około 500 rodzajów.
Opisał nowe gatunki grzybów. W naukowych nazwach utworzonych przez niego taksonów dodawany jest skrót jego nazwiska H.S. Jacks.